# Mount Mellanby
Mount Mellanby är ett berg i Antarktis. Det ligger i Västantarktis. Argentina, Chile och Storbritannien gör anspråk på området. Toppen på Mount Mellanby är 1 008 meter över havet, eller 188 meter över den omgivande terrängen. Bredden vid basen är 3,3 km.
Terrängen runt Mount Mellanby är kuperad åt nordväst, men åt sydost är den bergig. Terrängen runt Mount Mellanby sluttar västerut. Trakten är obefolkad. Det finns inga samhällen i närheten.